# Atchoo!
Atchoo! é un cartone animato italiano. Prodotto da Rai Fiction, Cartobaleno, Cosmos Maya e da Studio Campedelli. La storia del cartone parla di un bambino di nome Teo di 9 anni che ogni volta che si emoziona starnutisce e si trasforma in un animale.